# Ipueira
Ipueira is een gemeente in de Braziliaanse deelstaat Rio Grande do Norte. De gemeente telt 2.115 inwoners (schatting 2009).